# Internationale Friedensfahrt 1969
Die 22. Internationale Friedensfahrt (Course de la paix) war ein Radrennen, das vom 12. bis 25. Mai 1969 ausgetragen wurde. Wegen des Einmarsches von Truppen des Warschauer Pakts in die Tschechoslowakei und der Niederschlagung des „Prager Frühlings“ im Jahre 1968 konnte das Etappenrennen erstmals nicht über das Gebiet der Tschechoslowakei führen. Lediglich ein 105 Kilometer langes Teilstück verlief auf der tschechoslowakischen Seite im polnisch-tschechoslowakischen Grenzgebiet. Die Rundfahrt begann in Warschau und endete in Ost-Berlin. Die Einzelwertung gewann der Franzose Jean-Pierre Danguillaume, während in der Mannschaftswertung die DDR siegte.

## Teilnehmer
An der 22. Friedensfahrt nahmen 97 Fahrer aus 14 Ländern teil. Es war die geringste Anzahl von Mannschaften seit 1957. Neu gegenüber dem Vorjahr beteiligten sich Mannschaften aus Algerien, Jugoslawien, Marokko und Mexiko. Erstmals traten die Mannschaften mit sieben Fahrern an, lediglich Belgien hatte nur sechs Aktive nominiert. Folgende Teams waren vertreten:
| - Algerien - Belgien - Bulgarien - Dänemark - DDR - Finnland - Frankreich | - Jugoslawien - Marokko - Mexiko - Polen - Rumänien - Sowjetunion - Ungarn |

Die DDR hatte folgende Aktive nominiert: Klaus Ampler, Manfred Dähne, Dieter Gonschorek, Dieter Grabe, Bernd Knispel, Dieter Mickein und Axel Peschel.

## Modus
Neben der Erhöhung der Anzahl der Fahrer auf sieben pro Mannschaft wurde auch die Wertung im Mannschaftswettbewerb neu geregelt. War bisher die Zeit der drei Bestplatzierten maßgebend, entschied 1969 die Platzierung der jeweils vier Besten eines Teams über den Rang in der Mannschaftswertung. Der Führende in der Bergwertung trug bei der 22. Friedensfahrt erstmals ein rosa Trikot. Für jede der vier Bergwertungen wurden die Punkte zehn, sieben, fünf und drei vergeben. Nach der letzten Bergwertung erhielten die fünf besten Kletterer 60, 40, 30, 20 bzw. 10 Sekunden Zeitgutschrift. Dem aktivsten Fahrer wurde wieder das violette Trikot verliehen, und es gab Zeitgutschriften wie bei der Bergwertung.

## Strecke
Wegen der politischen Umwälzungen in der Tschechoslowakei wurde die Friedensfahrt 1969 nur auf dem Gebiet Polens und der DDR ausgetragen. Zwischen Warschau und Ost-Berlin waren 2.036 Kilometer zurückzulegen, die in 15 Etappen aufgeteilt waren. Die sechste Etappe zwischen Jakuszyce und Breslau war mit 250 Kilometern nicht nur die längste dieser Rundfahrt, sondern auch in der bisherigen Geschichte der Friedensfahrt. Auf diesem Tagesabschnitt verliefen 105 Kilometer im tschechoslowakischen Grenzgebiet, und es gab auch die erste Bergwertung. Weitere folgten zwischen Cottbus und Dresden sowie zwei auf der Strecke zwischen Dresden und Gera. Drei Etappen waren als Einzelzeitfahren ausgelegt. Ein besonderes Charakteristikum des Streckenverlaufs waren die vier Überbrückungen zwischen dem Ziel- und dem nächsten Startort. Besonders weit auseinander lagen Wałbrzych und Jakuszyce (5./6. Etappe, 80 km) sowie Gera und Leipzig (14./15. Etappe, 100 km).

## Rennverlauf
Auf den ersten sechs Etappen zeichnete sich noch kein Anwärter auf den Gesamtsieg ab, täglich wechselte der Träger des Gelben Trikots. Danach sah es so aus, als könnte der Pole Ryszard Szurkowski die Tour für sich entscheiden. Er hatte bereits die zweite Etappe gewonnen und danach für einen Tag die Gesamtführung übernommen. Auf der Mammutetappe nach Breslau fuhr Szurkowski mit einer elfköpfigen Spitzengruppe, die am Ziel einen Vorsprung von fast acht Minuten hatte, auf den dritten Platz und übernahm das Gelbe Trikot mit einem Vorsprung von 1:08 Minuten. Diesen konnte er auf den folgenden Tagesabschnitten auf über zwei Minuten ausbauen. Beim Einzelzeitfahren der elften Etappe von Guben nach Cottbus schlug dann die Stunde des Franzosen Jean-Pierre Danguillaume. Er absolvierte die 58 Kilometer in 1:22:01 h, während Szurkowski 1:53 min länger brauchte. Dank der Zeitgutschrift von einer Minute für den Tagessieg übernahm der Franzose die Gesamtwertung, die er auf den noch folgenden vier Etappen erfolgreich verteidigen konnte. Der Kampf um die Blauen Trikots der Mannschaftswertung wurde lange zwischen den Teams der DDR und der Sowjetunion ausgetragen. Auf der dritten Etappe hatten die DDR-Fahrer den bis dahin führenden Polen die Führung abgenommen und trugen die BlauenTrikots zwei Tage lang. Danach zog die Sowjetunion vorbei und führte bis zur achten Etappe. Beim Einzelzeitfahren am neunten Renntag holte sich das DDR-Team die Führung zurück und machte bereits am elften Tagesabschnitt, einem weiteren Zeitfahren, den Gesamtsieg perfekt, als sie der Sowjetunion weitere 15 Minuten abnahm. Bis nach Ost-Berlin konnte die Führung noch weiter ausgebaut werden, und am Ende lag die DDR-Mannschaft mit einem Plus von 20:51 min in Front.
| Etappe | Start – Ziel                                 | Etappen- länge | Etappensieger                         | Zeit (h) | km/h |
| 01     | Rund um Warschau                             | 112 km         | Zygmunt Hanusik (Polen)               | 2:29:45  | 44,8 |
| 02     | Warschau – Łódź                              | 164 km         | Ryszard Szurkowski (Polen)            | 3:40:32  | 44,5 |
| 03     | Łódź – Piotrków (Einzelzeitfahren)           | 042 km         | Axel Peschel (DDR)                    | 0:59:34  | 42,0 |
| 04     | Piotrków – Gliwice (Gleiwitz)                | 158 km         | Dieter Mickein (DDR)                  | 4:14:50  | 38,3 |
| 05     | Kędzierzyn – Wałbrzych                       | 202 km         | Dieter Mickein (DDR)                  | 5:34:20  | 36,1 |
| 06     | Jakuszyce – Breslau                          | 250 km         | Dieter Gonschorek (DDR)               | 6:17:12  | 39,7 |
| 07     | Breslau – Posen                              | 203 km         | Daniel Ducreux (Frankreich)           | 5:03:22  | 39,9 |
| 08     | Posen – Zielona Góra                         | 123 km         | Dieter Gonschorek (DDR)               | 2:57:24  | 40,9 |
| 09     | Zielona Góra – Świebodzin (Einzelzeitfahren) | 039 km         | Jan Magiera (Polen)                   | 0:50:03  | 45,9 |
| 10     | Świebodzin – Eisenhüttenstadt                | 100 km         | Michel Roques (Frankreich)            | 2:31:46  | 39,2 |
| 11     | Guben – Cottbus (Einzelzeitfahren)           | 058 km         | Jean-Pierre Danguillaume (Frankreich) | 1:21:01  | 42,0 |
| 12     | Cottbus – Dresden                            | 133 km         | Dieter Gonschorek (DDR)               | 3:12:05  | 41,3 |
| 13     | Dresden – Gera                               | 168 km         | Arthur Van De Vijver (Belgien)        | 4:19:17  | 38,8 |
| 14     | Rund um Gera                                 | 090 km         | Willy Scheers (Belgien)               | 2:19:45  | 38,6 |
| 15     | Leipzig – Ost-Berlin                         | 194 km         | Andrzej Bławdzin (Polen)              | 4:57:39  | 38,9 |

## Endresultate
| Einzelwertung | Einzelwertung            | Einzelwertung | Einzelwertung |
| ------------- | ------------------------ | ------------- | ------------- |
|               | Fahrer                   | Mannschaft    | Zeit          |
| 01.           | Jean-Pierre Danguillaume | Frankreich    | 51:19:25 h    |
| 02.           | Ryszard Szurkowski       | Polen         | + 00:42 min   |
| 03.           | Dieter Gonschorek        | DDR           | + 01:58 min   |
| 04.           | Juri Dmitrijew           | Sowjetunion   | + 07:35 min   |
| 05.           | Dieter Mickein           | DDR           | + 07:57 min   |
| 06.           | Klaus Ampler             | DDR           | + 11:02 min   |
| 07.           | Charles Rouxel           | Frankreich    | + 12:50 min   |
| 08.           | Andrzej Bławdzin         | Polen         | + 13:41 min   |
| 09.           | Gainan Saidchushin       | Sowjetunion   | + 13:59 min   |
| 10.           | Axel Peschel             | DDR           | + 14:52 min   |
| 0…            |                          |               |               |
| 15.           | Bernd Knispel            | DDR           | + 22:35 min   |
| 18.           | Dieter Grabe             | DDR           | + 25:52 min   |
| 34.           | Manfred Dähne            | DDR           | + 49:19 min   |
| 0…            |                          |               |               |
| 67.           | Bouchaib Morssaline      | Marokko       | + 6:59:43 h   |

| Mannschaftswertung | Mannschaftswertung                           | Mannschaftswertung | Mannschaftswertung |
| ------------------ | -------------------------------------------- | ------------------ | ------------------ |
|                    | Mannschaft                                   | Zeit               |                    |
| 01.                | DDR                                          | 205:52:49 h        |                    |
| 02.                | Sowjetunion                                  | + 20:51 min        |                    |
| 03.                | Polen                                        | + 21:54 min        |                    |
| 04.                | Frankreich                                   | + 36:05 min        |                    |
| 05.                | Dänemark                                     | + 2:34:46 h        |                    |
| 06.                | Bulgarien                                    | + 2:40:30 h        |                    |
| 07.                | Ungarn                                       | + 2:58:57 h        |                    |
| 08.                | Belgien                                      | + 3:34:58 h        |                    |
| 09.                | Rumänien                                     | + 3:54:28 h        |                    |
| 10.                | Mexiko                                       | + 7:11:09 h        |                    |
| 11.                | Marokko                                      | + 13:47:59 h       |                    |
|                    | ausgeschieden: Algerien Finnland Jugoslawien |                    |                    |

| Bergwertung (Rosa Trikot) | Bergwertung (Rosa Trikot) | Bergwertung (Rosa Trikot) | Bergwertung (Rosa Trikot) |
| ------------------------- | ------------------------- | ------------------------- | ------------------------- |
|                           | Fahrer                    | Mannschaft                | Punkte                    |
| 01.                       | Dieter Gonschorek         | DDR                       | 15                        |
| 02.                       | Gainan Saidchushin        | Sowjetunion               | 12                        |
| 03.                       | Arthur Van De Vijver      | Belgien                   | 10                        |
| 04.                       | Jesús Sarabia             | Mexiko                    | 10                        |
| 05.                       | Wladimir Tscherkassow     | Sowjetunion               | 10                        |
| 0…                        |                           |                           |                           |

| Aktivster Fahrer (Violettes Trikot) | Aktivster Fahrer (Violettes Trikot) | Aktivster Fahrer (Violettes Trikot) | Aktivster Fahrer (Violettes Trikot) |
| ----------------------------------- | ----------------------------------- | ----------------------------------- | ----------------------------------- |
|                                     | Fahrer                              | Mannschaft                          | Punkte                              |
| 01.                                 | Juri Dmitrijew                      | Sowjetunion                         | 26                                  |
| 02.                                 | Zygmunt Hanusik                     | Polen                               | 25                                  |
| 03.                                 | Arthur Van De Vijver                | Belgien                             | 21                                  |
| 04.                                 | Jean Ronsmans                       | Belgien                             | 21                                  |
| 05.                                 | Dieter Mickein                      | DDR                                 | 20                                  |
| 0…                                  |                                     |                                     |                                     |